# St. Peter (Rommerskirchen)

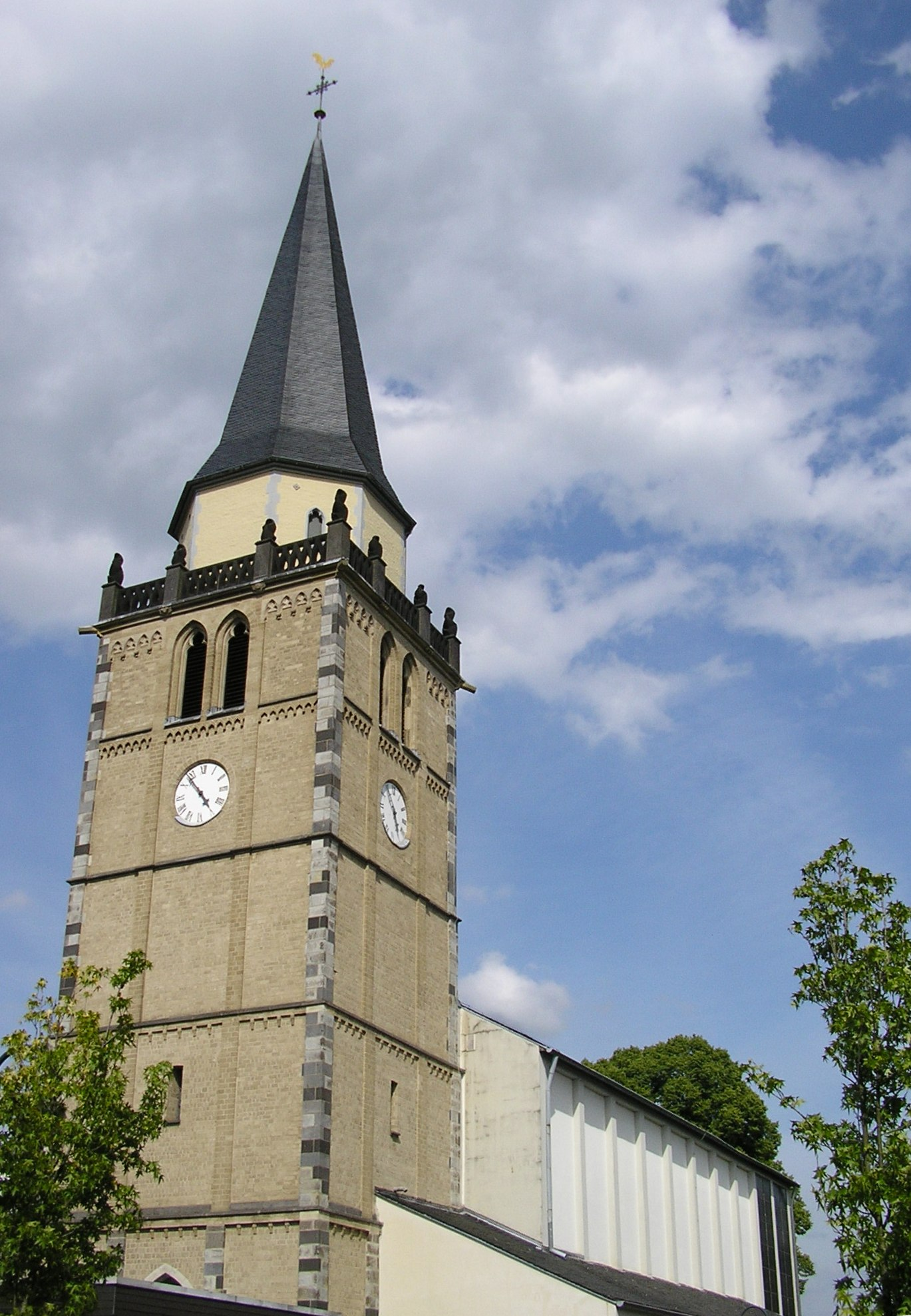
Kirche St. Peter in Rommerskirchen

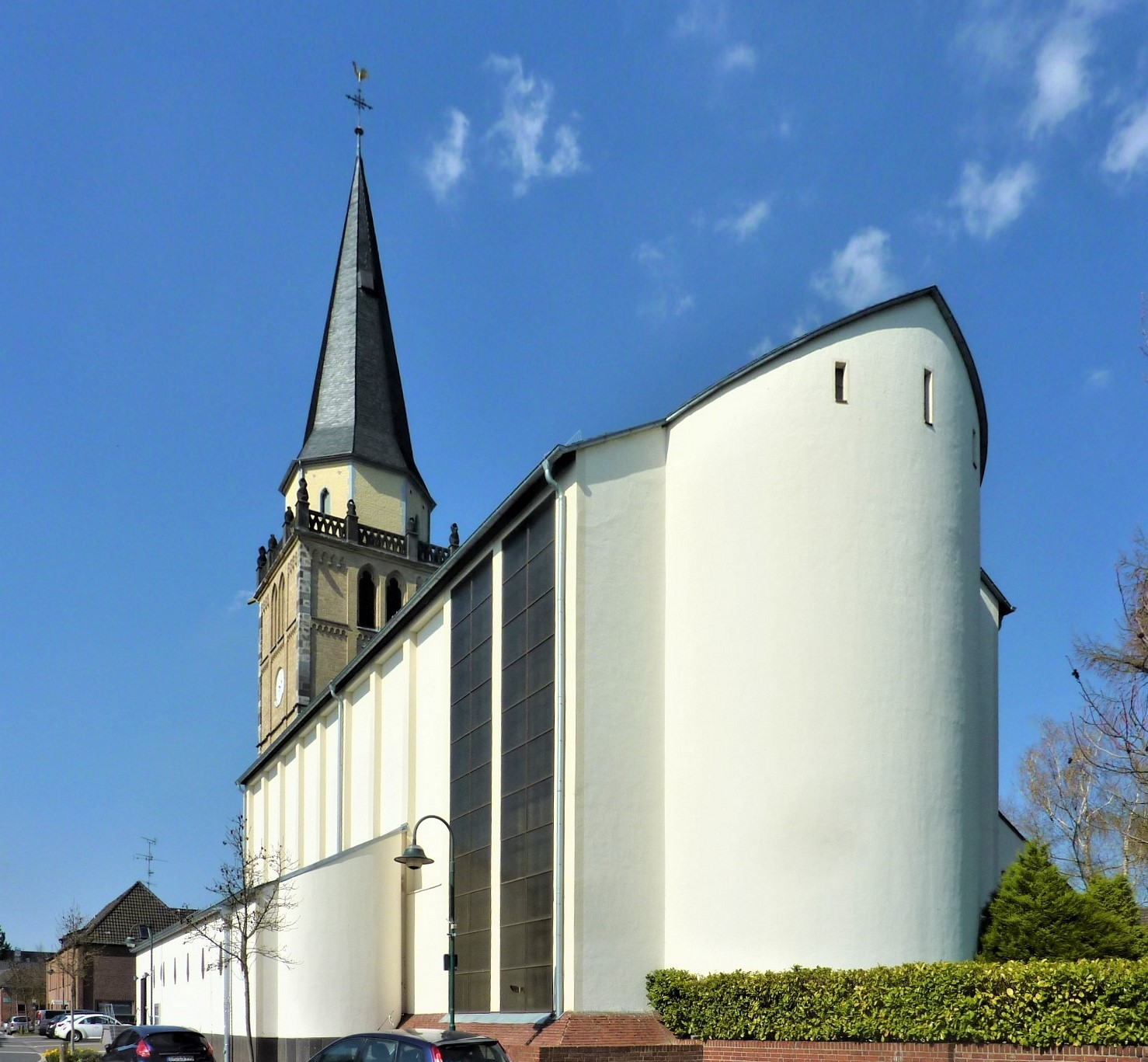
Ansicht von Osten

St. Peter ist die römisch-katholische Pfarrkirche von Rommerskirchen, einer Gemeinde im Rhein-Kreis Neuss in Nordrhein-Westfalen. Von der mittelalterlichen Kirche zeugt noch der Turm. Der Kirchenstandort gilt als der älteste im Kreisdekanat Neuss.

## Geschichte
Archäologische Grabungen belegen für den heutigen Kirchenstandort einen hölzernen Sakralbau für das 7. Jahrhundert, der von der Wende vom 9. zum 10. Jahrhundert durch einen Steinbau ersetzt wurde. Um 1200 wurde die Kirche erweitert und der heute noch vorhandene Turm hinzugefügt. 1212 schenkte Graf Lothar von Hochstaden das Patronat der Abtei Knechtsteden. Das Patronat war aber umstritten. 1218 wurde es durch Graf Adolf von Berg und seinem Bruder, Bischof Engelbert I. von Köln, erneut an die Abtei verschenkt. 1227 erkannte dies der Graf von Hochstaden ausdrücklich an. Das Patronat wurde durch die Abtei Knechtsteden um 1320 an das Stift St. Maria ad Gradus in Mainz verkauft, welches es wiederum mit dem Kölner Andreasstift vertauschte.
Die romanische Kirche wurde in den Jahren 1865 bis 1867 durch einen dreischiffigen neogotischen Bau ersetzt, der nach einem Entwurf aus dem Jahr 1863 des Kölner Architekten Heinrich Nagelschmidt ausgeführt wurde. Einzig den aus Tuff aufgeführten fünfstöckigen Turm behielt man bei, von dem jedes Stockwerk auf jeder Seite durch Vertikallisenen in drei Felder zerlegt ist. Das oberste Stockwerk und der achteckige Aufsatz sind neogotisch.
Am 1. März 1945 wurde das Kirchenschiff während eines Fliegerangriffs zerstört und 1950/1951 durch einen schlichten Neubau nach Entwurf des Düsseldorfer Architekten Josef Lehmbrock ersetzt.